# Дармштадт-Дибург (район)
Дармштадт-Дибург (нем. Darmstadt-Dieburg) — район в Германии. Центр района — город Дармштадт. Район входит в землю Гессен. Подчинён административному округу Дармштадт. Занимает площадь 659 км². Население — 289,3 тыс. чел. (2010). Плотность населения — 439 человек/км².
Официальный код района — 06 4 32.
Район подразделяется на 23 общины.

## Города и общины
1. Грисхайм (26 242)
2. Пфунгштадт (24 507)
3. Вайтерштадт (24 284)
4. Грос-Умштадт (21 334)
5. Райнхайм (17 069)
6. Бабенхаузен (16 124)
7. Зехайм-Югенхайм (15 922)
8. Дибург (15 228)
9. Обер-Рамштадт (15 121)
10. Мюнстер (14 251)
11. Мюльталь (13 893)
12. Грос-Циммерн (13 880)
13. Росдорф (12 009)
14. Альсбах-Хенлайн (9246)
15. Шафхайм (8972)
16. Эрцхаузен (7460)
17. Оцберг (6354)
18. Эппертсхаузен (5870)
19. Биккенбах (5492)
20. Модауталь (4971)
21. Грос-Биберау (4535)
22. Мессель (3807)
23. Фишбахталь (2679)

(30 июня 2010)